# Pat Tillman
Patrick Daniel „Pat“ Tillman (* 6. November 1976 in Fremont, Kalifornien; † 22. April 2004 in Afghanistan) war ein US-amerikanischer American-Football-Spieler und Soldat der United States Army.

## Leben
Pat Tillman spielte seit 1998 für die Arizona Cardinals als Safety in der National Football League (NFL), nachdem er während seiner College-Zeit für die Arizona State University als Linebacker gespielt hatte, obwohl er mit 1,80 m eigentlich als zu klein für die Position des Safeties galt. Tillman hatte einen 3,6-Millionen-Dollar-Vertrag bei den Cardinals, doch er trat nach den Anschlägen vom 11. September 2001 für ein Jahresgehalt von 18.000 US-Dollar in die Armee der USA ein, und war bei den United States Army Rangers.
Während seines Einsatzes begann er, an der Legitimität des Irak-Kriegs zu zweifeln. Er begann vor diesem Hintergrund ein Treffen mit dem Autor Noam Chomsky zu planen. Dies konnte Pat Tillman jedoch nicht wahrnehmen, da er unter ungeklärten Umständen durch Friendly Fire in Afghanistan getötet wurde.

## Todesumstände
Am Abend des 22. April 2004 wurde Tillman im Alter von 27 Jahren durch drei Kopfschüsse getötet. Ebenso starb ein afghanischer Soldat, der wenige Meter neben Tillman stand. Ursprünglich wurde behauptet, er sei in einen feindlichen Hinterhalt geraten und durch feindlichen Beschuss einen heroischen Tod gestorben. Ein Ermittler der US-Army urteilte jedoch bereits nach wenigen Tagen, dass Tillmans Tod das Resultat von „grober Fahrlässigkeit“ gewesen sei. Die Familie und die Öffentlichkeit wurden über diesen Befund jedoch erst Wochen nach der Beerdigung des Soldaten informiert. Direkt nach seinem Tod wurden Tillmans Leiche und alle seine persönlichen Gegenstände, darunter sein Tagebuch, verbrannt.
In einem 2300-seitigen, nach einer FOIA-Anfrage veröffentlichten Bericht des US-Verteidigungsministeriums wurde festgestellt, dass am Tatort keine Spuren von feindlichem Beschuss gefunden wurden. Weder wurde jemand durch einen solchen Beschuss getroffen, noch wurde irgendein Ausrüstungsteil beschädigt. Auch hätten sich die Anwälte der Armee gegenseitig Glückwunsch-E-Mails geschickt, weil sie die Ermittler in Schach gehalten hätten, während die Armee eine interne Untersuchung durchgeführt habe. Der General, der Tilmans Familie und der Öffentlichkeit die Wahrheit über Tillmans Tod vorenthielt, hätte den Ermittlern etwa 70 Mal gesagt, dass er ein schlechtes Gedächtnis habe und sich nicht an Einzelheiten seiner Handlungen erinnern könne. Die Ärzte – deren Namen geschwärzt waren – sagten, die Einschusslöcher in Tillmans Kopf lägen so dicht beieinander, dass es den Anschein habe, der Army-Ranger sei von einem M-16 Gewehr aus einer Entfernung von nur etwa 10 Metern niedergestreckt worden. Diese Analyse widerspricht den durch das Militär bereitgestellten Szenarien von seinem Tod. Laut dem befragten Kameraden Spc. Bryan O’Neal, der in der Nähe Tillmans gestanden hatte, hätte dieser vor seinem Tod mit den Armen gefuchtelt und gerufen „Feuer einstellen, Freunde, ich bin Pat fucking Tillman, verdammt nochmal!“
Tillmans Familie wirft dem US-Militär vor, den Tod absichtlich verdeckt haben zu wollen. Trotz der explizit ablehnenden Wünsche der Familie benutzen US-Militär und NFL Tillman weiter als Werbefigur, zuletzt beim Superbowl 2023.
Im Rahmen einer Highway-Umfahrung des Hoover Dam wurde eine Brücke über den Colorado zwischen Nevada und Arizona errichtet, die den Namen Mike O’Callaghan-Pat Tillman Memorial Bridge trägt.